# Elmo Lincoln

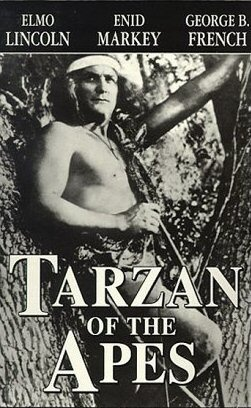
Videoomslag till Tarzan från apornas land (1918).

Elmo Lincoln, född 6 februari 1889 i Rochester i Indiana, död 27 juni 1952 i Los Angeles i Kalifornien, var en amerikansk skådespelare. Lincoln är främst känd som den förste Tarzan på film. Han spelade rollen första gången i Tarzan från apornas land 1918 och upprepade sedan rollen i två uppföljare. Dessförinnan hade Lincoln bland annat medverkat i ett par filmer av D.W. Griffith. Efter stumfilmserans slut i slutet av 1920-talet lämnade Lincoln Hollywood men återvände i slutet av 1930-talet och medverkade i småroller i filmer, bland annat två Tarzan-filmer med Johnny Weissmuller i huvudrollen. Lincolns sista roll var i filmen Carrie (1952). 
Lincoln har en stjärna på Hollywood Walk of Fame.

## Filmografi i urval
- 1915 – Nationens födelse
- 1916 – Intolerance
- 1918 – Tarzan från apornas land
- 1918 – Tarzans romans
- 1919 – Den svarte spökryttaren
- 1921 – Tarzans äventyr
- 1923 – Ringaren i Notre Dame
- 1939 – Ringaren i Notre Dame
- 1942 – Tarzans äventyr i New York
- 1947 – Dubbelliv
- 1949 – Tarzans magiska källa
- 1952 – Solnedgång